# Никифоров, Александр Валерьевич
Александр Валерьевич Никифоров (18 октября 1967, Одесса, Украинская ССР, СССР) — советский и украинский футболист, полузащитник. Мастер спорта (1989).

## Карьера
Воспитанник футбольной школы одесского «Черноморца» (первые тренеры — Г. С. Бурсаков, И. В. Иваненко). В 1984—1985 годах играл за дубль «Черноморца», следующие два сезона провёл в одесском СКА.
В 1988 году Никифоров дебютировал в основном составе «Черноморца». В 1990 году стал обладателем Кубка федерации футбола СССР. Летом 1990 года уехал в венгерский клуб первого дивизиона БВШЦ, с которым на следующий сезон вышел в высший дивизион, а в 1992 году вернулся в «Черноморец».
С 1993 года выступал за «КАМАЗ», за три года провёл в Высшей лиге России 27 матчей и забил 2 мяча, в перерывах играл за родной «Черноморец», ФК «Николаев» и венгерский МТК. В 1997 году выступал в первой лиге России за ижевский «Газовик-Газпром».
С 1997 года играл за одесские команды во второй лиге и на любительском уровне.

## Семья
Брат Юрий — футболист, выступавший за сборную России. Дядя Юрий Заболотный — игрок и тренер одесского «Черноморца». Отец Валерий Никифоров играл за дубль «Черноморца» в 1960-е годы.